# Ong ruồi đỏ

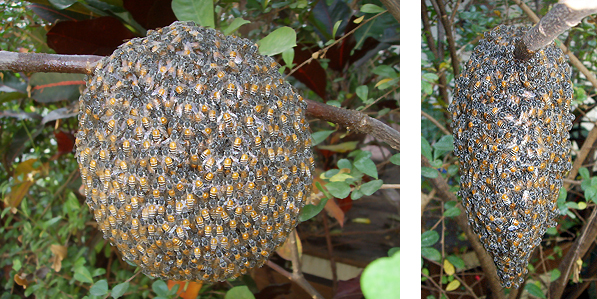
Tổ Apis florea ở Thái Lan. Tổ có đường kính 20 cm và có khoảng 3600 ô trên mỗi mặt. Màu sắc thấy được trên mặt tổ là propolis có vai trò là một rào cản không thấm hóa học và kết dính để bảo vệ tổ trước các loài kiến, đặc biệt là loài Oecophylla smaragdina. Các con ong bao bọc quanh tổ gồm 3-4 lớp ong (khoảng ~10 mm).

Ong ruồi đỏ hay Ong ruồi bụng đỏ (Apis florea là một trong 2 loài ong mật dại của miền nam và Đông Nam Á. Loài này phân bố rộng rãi hơn loài cùng phân chi với nó là Apis andreniformis.

## Hình ảnh

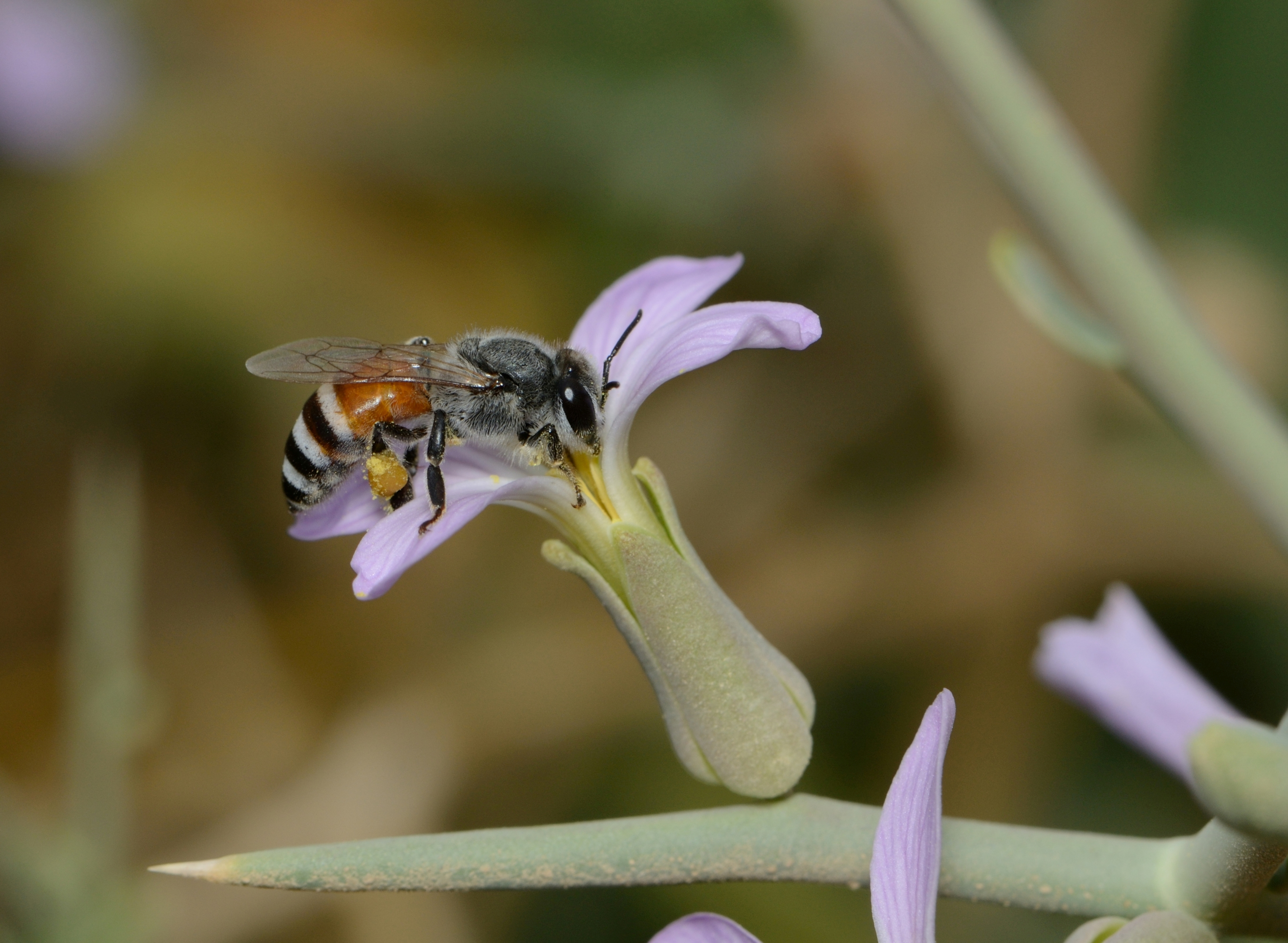
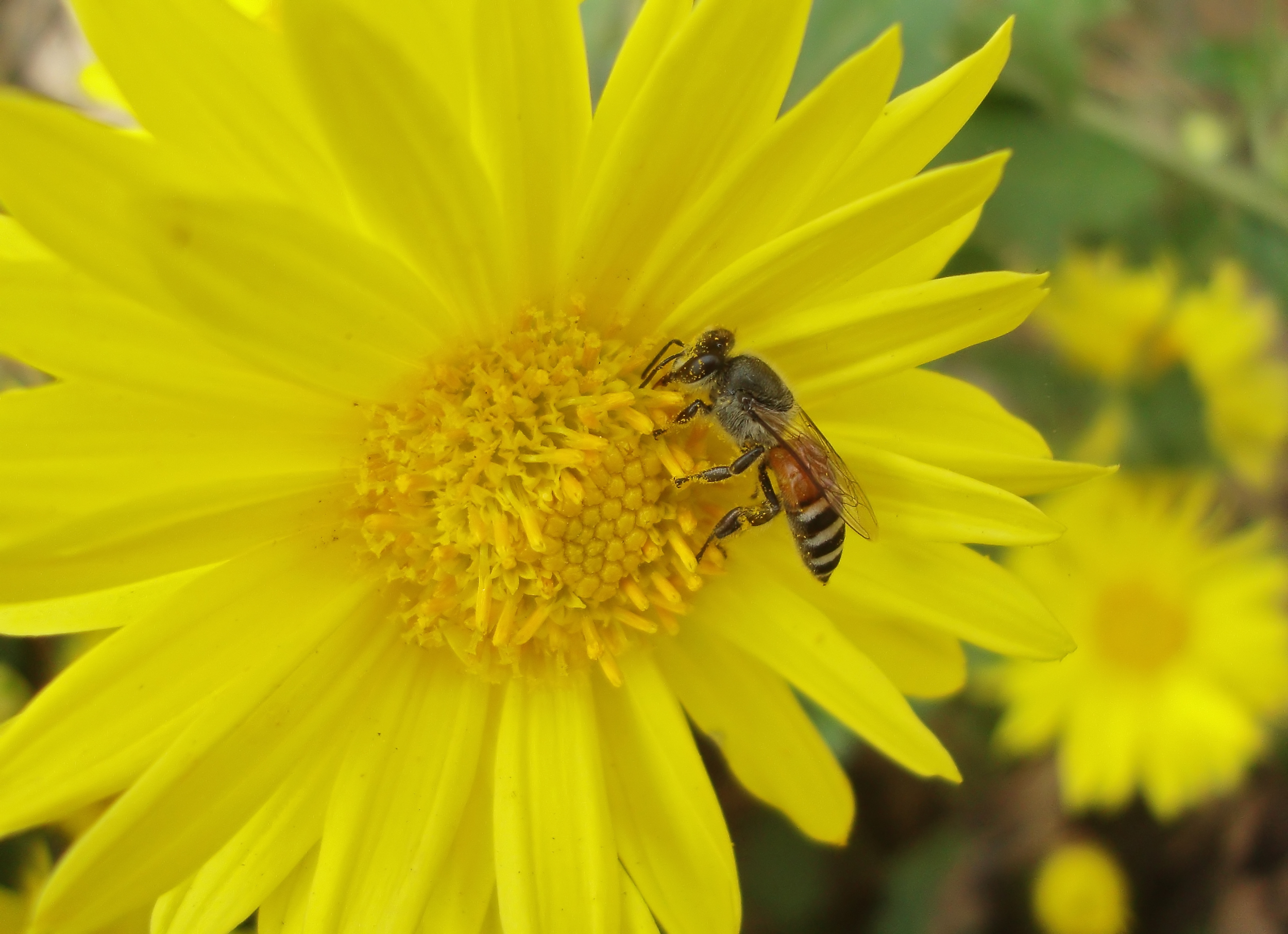
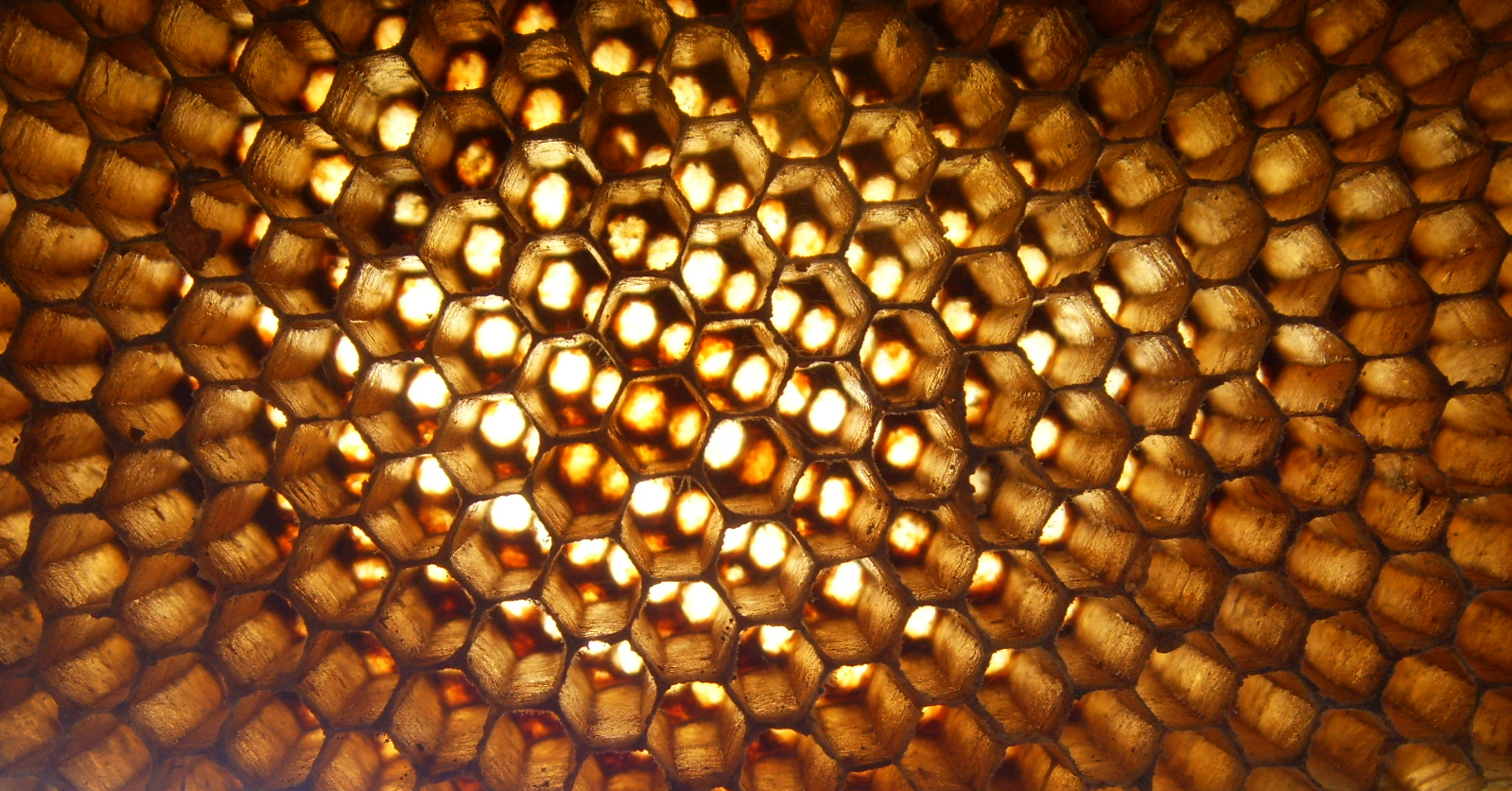
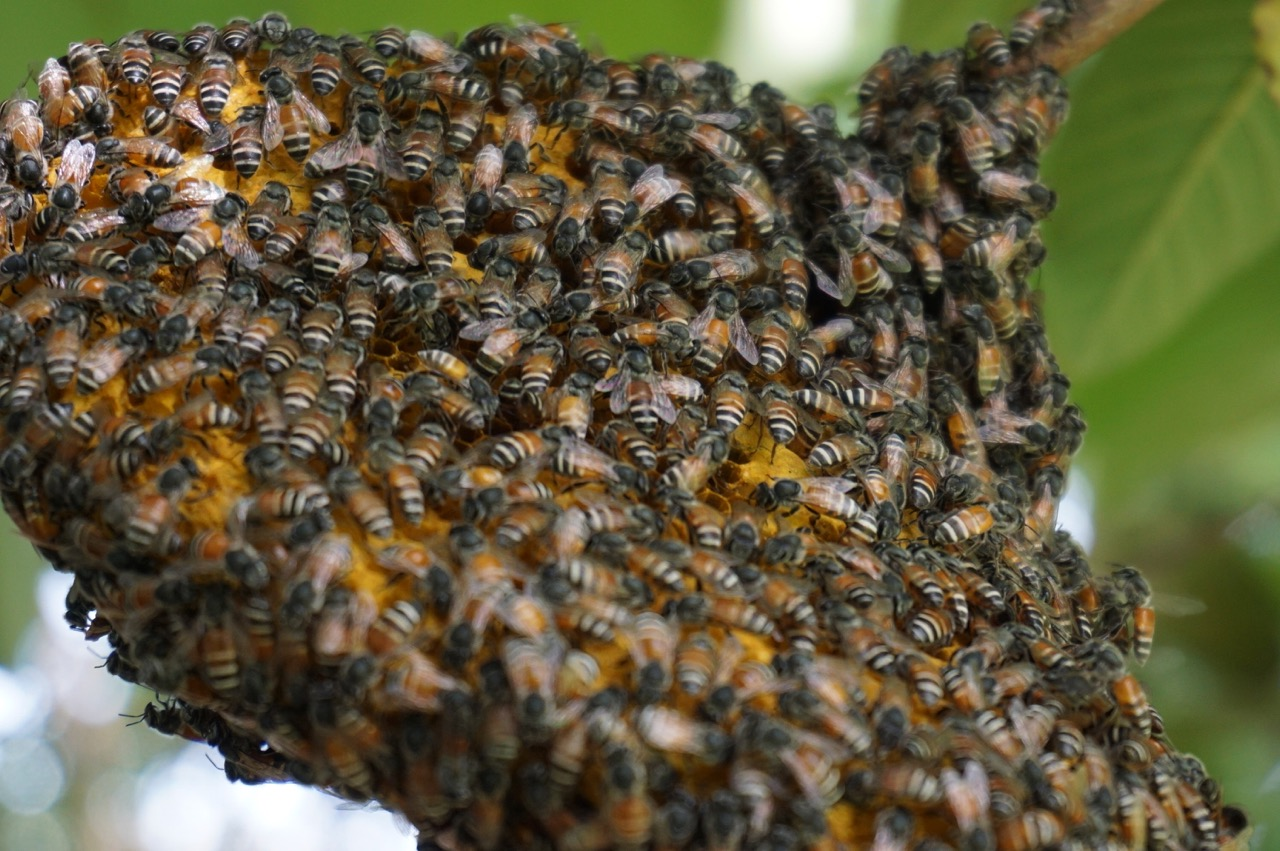